# Jean du Bellay
Jean du Bellay (Glatigny, 1492 † Roma, 16 de febrer de 1560) va ser un Arquebisbe Catòlic i diplomàtic Francès.
Era poeta i bon amic de Francesc I de França, va ser ambaixador en diverses ocasions d'aquest monarca. Va ser el primer bisbe de Baiona, a continuació, va ser elegit bisbe de París el 1532, càrrec que va ocupar fins a 1551 (durant part d'aquest període va ser també Administrador Apostòlic de la Diòcesi de Llemotges). Amb ell va començar el Renaixement a la diòcesi. Fou negociador el 1533 entre Enric VIII d'Anglaterra i el Papa Climent VII per evitar una ruptura amb la Santa Seu el 1536.
El Papa Pau III el va elevar al rang de cardenal en el consistori del 21 de maig de 1535, assignant-li l'església titular de Santa Cecília. Va canviar diverses vegades de titularitat: el 1547 va ser nomenat pel títol de Sant Pere a Vincoli, i després el 1548 a Sant Adriano l'any següent i finalment a Sant Crisògon d'Aquileia.
Va caure en desgràcia en temps d'Enric II, va renunciar a la diòcesi de París el 1551 i es va traslladar a Roma.
El 1553 va ser nomenat bisbe de Porto-Santa Rufina el 1555 i va deixar la propietat de la diòcesi d'Ostia.